# Banausos
Banausos (en grec antic βάναυσος, plural βάναυσοι, banausoi) és un pejoratiu aplicat a la classe de treballadors manuals de l'antiga Grècia. El nom abstracte relacionat βαναυσία – Hesiqui defineix banausia com "tot ofici (τέχνη) on es treballa amb foc", reflectint l'etimologia popular de la paraula com a provinent de βαῦνος (baunos) "forn" i αὔω (auō) "assecar". L'etimologia real dels mots és desconeguda; no s'han atestat fora de l'àtic-jònic o abans del segle V aC.